# Miroslav Antić
Miroslav „Mika“ Antić (* 14. März 1932 in Mokrin; † 24. Juni 1986 in Novi Sad) war ein jugoslawischer Schriftsteller, Journalist, Drehbuchschreiber und Maler. In seinen Werken ist seine Verbundenheit mit der Vojvodina deutlich.

## Leben
Antić besuchte das Gymnasium in Kikinda und Pancevo. Er studierte in Belgrad Literaturwissenschaften. Danach wohnte er stets in Novi Sad. Miroslav Antićs Werk umfasst Gedichte, Reportagen, Dramen und Filmdrehbücher, aber auch viele Gemälde, die gegen Ende seines Lebens entstanden sind. Seine Gedichte sind zum Allgemeingut in der Vojvodina geworden – es gibt dort kaum jemanden, der etwa das Gedicht „Vojvodina“ nicht kennt. In diesem Gedicht ist die Gefühlswelt der Vojvodiner treffend wiedergegeben. Seine Kindergedichte aus dem Buch „Plavi čuperak“ (Die blonde Tolle) sind Pflichtliteratur in den Schulen in Serbien. Die Mehrdeutigkeit und Ausdrucksvielfältigkeit seiner Poetik machten ihn zu einem der Lieblingsautoren des 20. Jahrhunderts in Jugoslawien.